# Zpráva o záchraně mrtvého
Zpráva o záchraně mrtvého je český film režiséra Václava Kadrnky z roku 2021. Jde o rodinné drama, které se odehrává kolem otce ležícího v kómatu v nemocnici. Příběh je založen na Kadrnkově osobní zkušenosti.

## Obsazení
| Petr Salavec   |
| Zuzana Mauréry |
| Vojtěch Dyk    |

## Výroba
Scénář, který společně napsali režisér Václav Kadrnka a spisovatel Marek Šindelka, získal v roce 2018 hlavní cenu HAF Award na Asia Film Financing Forum v Hongkongu.
Film se natáčel v březnu 2020 ve Fakultní nemocnici v Olomouci, v Kroměříži a ve Zlíně. Kvůli epidemii koronaviru muselo ale být natáčení přerušeno a bylo dokončeno na konci května 2020. Natáčení podpořil Státní fond kinematografie částkou pět milionů korun a evropský fond Eurimages částkou 130 tisíc eur.